# Извоз (Лужский район)
Извоз — деревня в Осьминском сельском поселении Лужского района Ленинградской области.

## История
Впервые упоминается в писцовых книгах Шелонской пятины 1498 года, как деревня Взвоз на Которском озере в Сумерском погосте Новгородского уезда.
Деревня Извоз на озере Которском (Спасском) обозначена на карте Санкт-Петербургской губернии Ф. Ф. Шуберта 1834 года.

ИЗВОЗ — деревня принадлежит её величеству, число жителей по ревизии: 17 м. п., 13 ж. п. (1838 год)

Деревня Извоз отмечена на карте профессора С. С. Куторги 1852 года.
В середине XIX века в деревне была возведена деревянная часовня.

ИЗВОЗ — деревня Гдовского её величества имения, по просёлочной дороге, число дворов — 4, число душ — 21 м. п. (1856 год)

ИЗВОЗ — деревня удельная при озере Котарском, число дворов — 5, число жителей: 24 м. п., 27 ж. п. (1862 год)

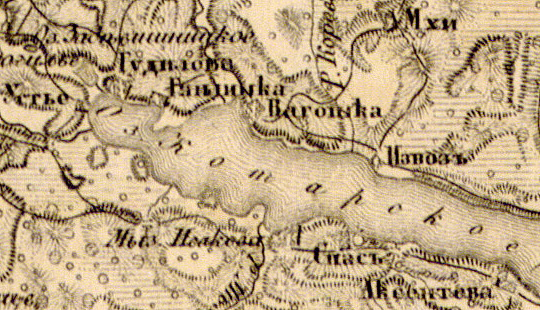
Деревня Извоз на карте 1863 года

В XIX — начале XX века деревня административно относилась к Осьминской волости 2-го земского участка 1-го стана Гдовского уезда Санкт-Петербургской губернии.
По данным «Памятной книжки Санкт-Петербургской губернии» за 1905 год деревня Извоз образовывала Извозское сельское общество.

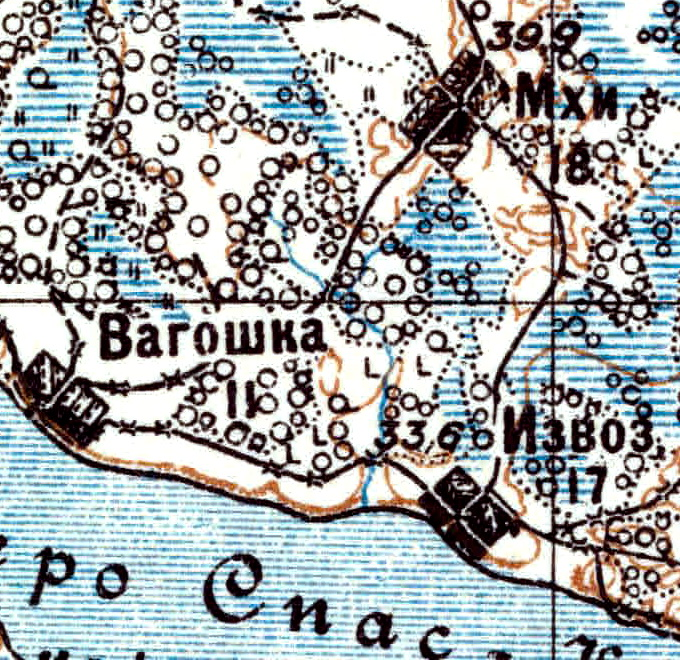
Деревня Извоз карте 1926 года

Согласно топографической карте 1926 года деревня насчитывала 17 крестьянских дворов, в центре деревни находилась часовня.
По данным 1933 года деревня Извоз входила в состав Будиловского сельсовета Осьминского района.
По данным 1966 года деревня Извоз входила в состав Будиловского сельсовета Лужского района.
По данным 1973 и 1990 годов деревня Извоз входила в состав Рельского сельсовета.
По данным 1997 года в деревне Извоз Рельской волости проживали 9 человек, в 2002 году — 12 человек (все русские).
В 2007 году в деревне Извоз Осьминского СП не было постоянного населения.

## География
Деревня расположена в западной части района к востоку от автодороги 41К-020 (Сижно — Осьмино).
Расстояние до административного центра поселения — 33 км.
Расстояние до ближайшей железнодорожной станции Молосковицы — 80 км.
Деревня находится на северном берегу Спасс-Которского озера.

## Демография
| 1838 | 1862 | 1997 | 2007 | 2010 | 2017 |
| ---- | ---- | ---- | ---- | ---- | ---- |
| 30   | ↗51  | ↘9   | ↘0   | ↗3   | ↘0   |

## Улицы
Озёрная.